# Piaggio Stella P.VII
Piaggio Stella P.VII — серия итальянских поршневых 7-цилиндровых звездообразных авиадвигателей воздушного охлаждения, разрабатывавшихся начиная с 1933 года на основе конструкции лицензионного Gnome-Rhône 7K, Применялся на самолётах  различного назначения (в том числе рекордный Caproni Ca.133) до и во время Второй мировой войны.

## История
Основываясь на опыте производства двигателей Гном-Рон, конструктор компании Piaggio Ренцо Спольти разработал радиальный двигатель, получивший по числу цилиндров наименование P.VII и ставший первым среди выпускаемых компанией, моторов серии Stella ("звезда"). Впервые он испытывался в 1933 году и далее производился в нескольких модификациях. Одной из примечательных версий был P.VII Z, оснащённый беспоплавковым карбюратором Piaggio AS80 для пилотажного полёта. Он был установлен на Caproni Ca.133, которым пилотировал Ренато Донати. Этот самолёт в 1933 году побил рекорд продолжительности перевёрнутого полёта.

## Модификации
Источник: S.A. Piaggio e.C. Instruzione per l’uso del motore P VII C 35 – D P VII C 35 – S. — Ministero dell’Aeronautica, 1939. Архивная копия от 23 апреля 2021 на Wayback Machine
P.VII C.15Оснащён нагнетателем, мощность 331 кВт (450 л. с.) at 1500 м; первый полёт в 1933 году;
P.VII C.16Нагнетатель, 338 кВт (460 л. с.) at 1600 м; 1934;
P.VII C.16/35
P.VII C.35Нагнетатель, 338 кВт (460 л. с.) at 3500 м; 1935;
P.VII C.40Нагнетатель, 287 кВт (390 л. с.) at 4000 м; 1935;
P.VII C.45 / 2vДвухскоростной нагнетатель, 287 кВт (390 л. с.) на 4500 м; 1935;
P.VII R.C.10редукторный нагнетатель, 1000 м (3300 футов).
P.VII R.C.35редукторный нагнетатель, 368 кВт (500 л. с.) на 3500 м; 1938;
P.VII R.C.45редукторный нагнетатель, 287 кВт (390 л. с.) на 4500 м; 1935;
P.VII ZБез нагнетателя, разработан для пилотажных самолётов, 272 кВт (370 л. с.), 1933.

## Применение
| - Breda Ba.28 - Caproni Ca.101 - Caproni Ca.113 - Caproni Ca.133 - Caproni Ca.148 - Caproni Ca.310 - Caproni Ca.311 - Caproni Ca.316 - IMAM Ro.41 - Savoia-Marchetti S.71 - Savoia-Marchetti SM.85 | Испания - Hispano HS-42 США - North American Sk.14A |